# Slovaška hokejska reprezentanca
Slovaška hokejska reprezentanca je ena boljših državnih hokejskih reprezentanc na svetu. Na Olimpijskih igrah je v osmih nastopih kot najboljšo uvrstitev dosegla bronasto medaljo, na Svetovnih prvenstvih pa je osvojila eno zlato, dve srebrni in bronasto medaljo. 

## Znameniti reprezentanti
- Peter Budaj
- Jaroslav Halák
- Ľubomír Višňovský
- Zdeno Chára
- Andrej Meszároš
- Marián Hossa
- Marián Gáborík
- Pavol Demitra
- Miroslav Šatan

## Selektorji
- 1993 – 1996 Július Šupler
- 1996 – 1997 Jozef Golonka
- 1997 – 1999 Ján Šterbák
- 1999 – 2002 Ján Filc
- 2002 – 2006 František Hossa
- 2007 – 2008 Július Šupler
- 2009 – 2010 Ján Filc
- 2011 – 2015 Vladimír Vůjtek
- 2015 – 2017 Zdeno Cíger
- 2017 – danes Craig Ramsay